# 5단활용
5단 활용(일본어: 五段活用 고단카쓰요[*], 고단카츠요)이란, 일본어의 구어 문법의 동사활용의 하나이며, 현대 가나 표기법에 있어서 활용어미가 오십음도의 “あ、い、う、え、お”의 5개 단 전부에 걸쳐서 변화하는 것을 말한다.
역사적 가나 사용법의 4단 활용에 해당되며, 미연형(ア단)이 의사·추측의 어미(혹은 조동사)의 “う”에 접속할 때에 オ단이 되며, 실질적으로 5개의 단 전부에 걸쳐서 활용이 된다.
언어학에서 보면, 5단 활용을 하는 동사는 어간이 자음으로 끝나는 자음 어간 동사이다.
외국인을 대상으로 한 일본어 교육에서는 “그룹 1”이라고 불리며, 대한민국에서는 대부분 “1류 동사”로 불린다.

## 5단 활용의 예시
カ행 5단 활용 “書く”의 예시
- 미연형-か, こ
- 연용형-き, い
- 종지형-く
- 연체형-く
- 가정형-け
- 명령형-け

## 5단 활용 동사의 활용
아래의 표는 각 행마다 나타냈지만, 2번째 연용형 이외에는 어떤 행이라도 기본적으로 같은 활용을 한다. 즉, 1번째 미연형은 ア단, 2번째 미연형은 オ단, 1번째 연용형은 イ단, 종지형과 연체형은 ウ단, 가정형과 명령형은 エ단으로 활용한다.
2번째 미연형은, “書こう”→쓰자처럼 “う”에 이어지는 경우에만 사용하며, 그 이외에는 1번째 미연형을 사용한다. 역사적 가나 사용법에서는 “書かう”이기에 4단 활용이라고 불리지만, 현대 가나 사용법에서는 “書こう”라고 쓰기 때문에 새롭게 5단 활용으로 불리게 됐다.
2번째 연용형은, 과거·완료의 “た”, 접속의 “て” 등에 접속하는 음편형이다. カ행과 ガ행에서는 “い”(단, “行く”→가다”일 때만 “っ”), サ행에서는 “し”, タ행·ラ행·ワ행에서는 “っ”, ナ행·バ행·マ행에서는 “ん”가 된다. ワ행 중에는 “問う”→묻다, “請う”→청하다처럼 “っ”가 되지 않는 단어도 존재하지만, 이것들 단어의 과거형은 “質問した(問いかけた)”나 “請求した(請いかけた)”처럼 연어으로 사용되는 것이 많고, 사용 빈도가 적기 때문에 오히려 구어체에 적용할 수 없는 말이라고 할 수 있다. 접속하는 “た”, “て”는 비음인 ナ행과 マ행, 탁음인 ガ행과 バ행에서는 연탁에 의해서 비음화된다.
| 행   | 기본형 | 뜻          | 활용형 | 활용형 | 활용형 | 활용형 | 활용형 | 활용형 | 활용형 | 비고 |
| 행   | 기본형 | 뜻          | 어간   | 미연형 | 연용형 | 종지형 | 연체형 | 가정형 | 명령형 | 비고 |
| ---- | ------ | ----------- | ------ | ------ | ------ | ------ | ------ | ------ | ------ | --- |
| ア행 | -      | -           | -      | -      | -      | -      | -      | -      | -      | - |
| カ행 | 書く   | (글을) 쓰다 | 書     | か/こ  | き/い  | く     | く     | け     | け     | |
| カ행 | 行く   | 가다        | 行     | か/こ  | き/っ  | く     | く     | け     | け     | “ゆく”의 연용형 음편형은 “いっ” |
| ガ행 | 泳ぐ   | 수영하다    | 泳     | が/ご  | ぎ/い  | ぐ     | ぐ     | げ     | げ     | |
| サ행 | 探す   | 찾다        | 探     | さ/そ  | し/し  | す     | す     | せ     | せ     | |
| ザ행 | -      | -           | -      | -      | -      | -      | -      | -      | -      | - |
| タ행 | 勝つ   | 이기다      | 勝     | た/と  | ち/っ  | つ     | つ     | て     | て     | |
| ダ행 | -      | -           | -      | -      | -      | -      | -      | -      | -      | - |
| ナ행 | 死ぬ   | 죽다        | 死     | な/の  | に/ん  | ぬ     | ぬ     | ね     | ね     | |
| ハ행 | -      | -           | -      | -      | -      | -      | -      | -      | -      | - |
| バ행 | 遊ぶ   | 놀다        | 遊     | ば/ぼ  | び/ん  | ぶ     | ぶ     | べ     | べ     | |
| マ행 | 読む   | 읽다        | 読     | ま/も  | み/ん  | む     | む     | め     | め     | |
| ヤ행 | -      | -           | -      | -      | -      | -      | -      | -      | -      | - |
| ラ행 | 切る   | 자르다      | 切     | ら/ろ  | り/っ  | る     | る     | れ     | れ     | “なさる”→하시다, “くださる”→주시다, “おっしゃる”→말씀하시다” “いらっしゃる”→계시다의 연용형에 조동사 “ます”가 이어질 때에는 イ음편화해서 “なさい(ます)”“ください(ます)” “おっしゃい(ます)”「いらっしゃい (ます)”가 되는 것이 많다. |
| ワ행 | 笑う   | 웃다        | 笑     | わ/お  | い/っ  | う     | う     | え     | え     | “言う”→말하다의 종지형·연체형을 “ユー”라고 발음하는 것도 있다. |
| ワ행 | 問う   | 묻다        | 問     | わ/お  | い/う  | う     | う     | え     | え     | 연용형 ウ음편형은 “トー” 종지형·연체형은 “トウ”로 발음한다. |

- ナ행 5단 활용에 소속되는 “死ぬ”는 서일본 방언이나 예스러운 문체에서는 종지형·연체형이 “しぬる”가 되는 것이 있다.
- ワ행 5단 활용에서 연용형이 촉음편화하는 것이, 서일본 방언이나 예스러운 문체에서는 ウ음편화하는 것이 있다. 이 경우에는 “ワローテ(笑うて/わろうて)”, “ユーテ(言うて/いうて)”, “ソーテ(沿うて/そうて)”처럼 발음한다.
- ワ행 5단 활용의 종지형·연체형을 “オモー(思う)”, “オコノー(行う)”처럼 발음하는 것은 격식 차린 예스러운 용법으로, 근래에 듣기는 드물다.